# Lukas Britschgi
Lukas Britschgi, né le 17 février 1998 à Schaffhouse, est un patineur suisse. 
Il est quadruple champion suisse et champion d'Europe 2025.

## Biographie
Lukas Britschgi naît le 17 février 1998 à Schaffhouse en Suisse.
Il a un frère et grandit à Schaffhouse. Sa mère est entraîneur Jeunesse et Sport de patinage artistique à Frauenfeld, dans le canton de Thurgovie.
Il fait à partir de 2020 des études à distance d'économie d'entreprise.

## Carrière sportive

### Débuts et caractéristiques de patineur
Lukas Britschgi commence à patiner à l'âge de sept ans. Il rejoint le club de patinage de Frauenfeld alors qu'il est encore enfant et reste fidèle à ce club. Il s'entraîne en Allemagne, à Oberstdorf en Bavière, à partir de 2021 ou 2022. Son entraîneur principal en 2022 est Michael Huth (de).
Selon un article du Temps de février 2025, il partage avec Stéphane Lambiel « une intensité dramatique qui donne une âme à ses prestations, au-delà des aspects purement techniques ». Ne maîtrisant pas certains quadruples sauts comme ses concurrents, « il compense par des qualités d'interprétation au-dessus de la moyenne ».

### Saison 2021-2022
Lors des Championnats du monde 2021 à Stockholm, il se classe 17e au programme court se qualifiant pour le programme long après lequel il termine à la 15e position.
Il participe aux Jeux Olympiques d'hiver à Pékin où il termine à la 23e position pour ses premiers Jeux olympiques avec un score total de 212,58 points.

### Saison 2022-2023
À la suite d'une chute à vélo, Lukas Britschgi se déclare forfait pour les championnats suisse et ne défend pas son titre.
Lors des championnats d'Europe 2023 à Espoo en Finlande, il se place à la cinquième place au programme court avec un score de 79,26 points. Lors du programme libre, il réalise le meilleur programme libre de sa carrière avec un score 168,75 points. Il monte sur le podium avec un total de 248,01 points et remporte la médaille de bronze. C'est la première médaille pour un patineur suisse depuis la médaille d'argent de Stéphane Lambiel aux championnats d'Europe en 2010.
Lors des championnats du monde 2023, à Saitama, au Japon, il prend la neuvième place après le programme court avec un score de 86,18 points. Lors du programme libre, il réalise une nouvelle fois un record personnel avec un score total de 257,34 et termine à la 8e place mondiale.

### Saison 2023-2024
Au Trophée de France 2023, à Angers, il réalise un nouveau record personnel de 86,04 points lors du programme court et de 176,49 lors du programme long se plaçant ainsi à la quatrième place de la troisième étape du Grand Prix ISU 2023.

### Saison 2024-2025
Il intègre dans son nouveau programme court un appel en langue des signes à la lutte contre l'oppression, à la paix, à la solidarité et à l'humanité, tiré du film Le Dictateur de Charlie Chaplin.
Le 1er février 2025, il devient champion d'Europe en remontant depuis la huitième place lors du programme libre
. Il est le premier suisse champion d'Europe depuis Hans Gerschwiler en 1947.

## Palmarès
| Compétition                                                                           | 2017    | 2018    | 2019    | 2020    | 2021    | 2022    | 2023    | 2024    | 2025    |  |  |  |  |  |
| Jeux olympiques d'hiver                                                               |         |         |         |         |         | 23e     |         |         |         |  |  |  |  |  |
| Championnats du monde                                                                 |         |         | 34e     | CA      | 15e     | F       | 8e      | 6e      | 12e     |  |  |  |  |  |
| Championnats d’Europe                                                                 |         |         | 31e     | 19e     | CA      | 11e     | 3e      | 5e      | 1er     |  |  |  |  |  |
| Championnats de Suisse                                                                | 2e      | 3e      | 1er     | 1er     | CA      | 1er     | F       | 1er     | 1er     |  |  |  |  |  |
|                                                                                       |         |         |         |         |         |         |         |         |         |  |  |  |  |  |
| Grand Prix ISU                                                                        | 2016/17 | 2017/18 | 2018/19 | 2019/20 | 2020/21 | 2021/22 | 2022/23 | 2023/24 | 2024/25 |  |  |  |  |  |
| Finale du Grand Prix                                                                  |         |         |         |         | CA      | CA      |         |         |         |  |  |  |  |  |
| Skate America                                                                         |         |         |         |         |         |         |         |         |         |  |  |  |  |  |
| Skate Canada                                                                          |         |         |         |         | CA      |         | 6e      |         |         |  |  |  |  |  |
| Coupe de Chine                                                                        |         |         |         |         |         |         |         |         |         |  |  |  |  |  |
| Trophée de France                                                                     |         |         |         |         | CA      |         | 7e      | 4e      | 9e      |  |  |  |  |  |
| Coupe de Russie                                                                       |         |         |         |         |         |         |         |         | 5e      |  |  |  |  |  |
| Trophée NHK                                                                           |         |         |         |         |         |         |         | 3e      |         |  |  |  |  |  |
| Légende : F = Forfait ; CA = Compétitions annulées à cause de la pandémie de Covid-19 |         |         |         |         |         |         |         |         |         |  |  |  |  |  |